# 瑪格麗塔 (羅馬尼亞)
玛格丽塔（Princess Margarita of Romania，1949年3月26日—），出生于瑞士洛桑。是羅馬尼亞前王室的官方保管人。是罗马尼亚末任国王米哈伊一世的长女。也主持罗马尼亚公主基金會。

羅馬尼亞的瑪格麗特公主王室徽章。

## 簡介
玛格丽塔公主生於洛桑的蒙特喬西診所，出身的罗马尼亚王室和英国王室也有血缘关系，公主的曾祖母的父亲是英国维多利亚女王的次子萨克森-科堡-哥达公爵阿尔弗雷德，所以公主也是英国王位第84顺位继承人。所以玛格丽特公主是英国维多利亚女王的重玄孙女，是英国王位的第81顺位继承人，她的教父还是菲臘親王。1989年羅馬尼亞革命後，強人尼古拉·西奧塞古被槍決，新政府又承認前王室的尊號，玛格丽塔公主首次回到羅馬尼亞。1996年9月21日，玛格丽塔在洛桑与平民拉杜·杜达（羅馬尼亞語：Radu Duda）结婚。拉杜·杜达于1999年1月1日被授予“霍亨索伦—维林根王子”称号。因为米哈伊一世没有儿子，公主被立为女王储，2007年12月30日又被授予“罗马尼亚王子”称号。未来还将被授予“罗马尼亚亲王”称号。但二人婚后至今没有子嗣。